# Флаг-капитан
Флаг-капитан — должность в военно-морском флоте, некоторых государств, соответствующая начальнику штаба флота или соединения кораблей (в случае, если эту должность занимал штаб-офицер, а не адмирал).
В других источниках указано что Флаг-капитан — начальник флагманского штаба, если он состоит в штаб-офицерском чине, и заменяет во время плавания флагмана в случае кратковременного отсутствия последнего, и что Флаг-капитан, офицерская должность на эскадре, соответствовала старшему адъютанту. Например флаг-капитаном при адмирале Г. А. Спиридове был капитан 1-го ранга Ф. С. Плещеев.

## История
Флаг-капитану подчиняются все остальные офицеры штаба.
В XVIII веке флаг-капитан представлял в своём лице весь походный штаб командующего, но эта флотская должность означала практически автоматическое получение отличий в случае успешных боевых действий флота, даже если её обладатель лично ничем не отличился в бою.
В английском флоте, в XVIII — XIX столетиях, флаг-капитан командовал флагманским кораблём эскадры или флота, и это звание являлось одним из самых престижных, которое мог получить капитан, и он имел хорошие шансы получить чин адмирал. Также на флагманском корабле мог быть флотский капитан (капитан флота), который по рангу находился между флаг-капитаном и адмиралом. В то время, на кораблях флота Англии капитан флота служил «первым капитаном», а флаг-капитан — «вторым капитаном». Название Флаг-капитан означало должность, а не звание, а звание флаг-капитана как правило было капитан в море (пост-капитан). В отличие от капитана флота, флаг-капитан был относительно младшим капитаном в море.
В Русском флоте в штабах командующих флотом предусматривались две флаг-капитанские должности:
- по оперативной части;
- и распорядительной части. Согласно статье 110 Морского устава российского императорского флота, флаг-капитан не мог возглавить эскадру после гибели командующего, и командование должно было перейти к старшему из флагманов.

Также существовал и Флаг-офицер, который соответствовал младшему адъютанту, который во время плавания заведовал сигнальной частью, и вёл флагманский журнал, а если по штату на корабле их было несколько, то они разделялись на вахты.
В русском флоте также была должность Флаг-капитан Его Императорского Величества. Лицо имевшее её сопровождало Государя императора Всероссийского, когда Его Величество находилось на императорской яхте, или на одном из военных или частных кораблей, или на катере, в последнем случае лично управлял катером.
В его обязанности также входило начальствование, на правах флагмана, отдельно командующего, над всеми императорскими яхтами, паровыми и гребными катерами Его Величества и шлюпками при загородных дворцах.